# 石川丈山
石川丈山（日语：／ Ishikawa Jōzan，1583年（天正11年）—1672年6月18日（寬文12年5月23日）），本名重之，字丈山，日本安土桃山时代至江户时代初期的漢詩诗人。

## 经历
石川丈山出生於三河国泉乡（今爱知县安城市和泉町），父亲为石川信定，家族世代侍奉德川家族。丈山自幼好诗文，从少年时代起，便跟随德川家康征战四方，屡建战功。后在大坂之役中因抢先进攻，而被问罪革職，成為浪人，1623年，在友人板倉重昌推荐下，前往安艺国任官，1636年辞官，暂居于相国寺，1641年在京都建造詩仙堂，並定居於此直到1672年逝世。
當今，石川丈山的山莊詩仙堂被日本政府指定为国家史迹。其庭园被认为是日本庭园的杰作。

## 代表名句
石川丈山的漢詩《富士山》在日本漢詩界頗負盛名，也是日本人學習漢詩時必學的篇章之一。
|  | 仙客來遊雲外巔，神龍棲老洞中淵。 雪如紈素烟如柄，白扇倒懸東海天。 |